# Mahottari (huyện)
Mahottari (tiếng Nepal:महोत्तरी) là một huyện thuộc khu Janakpur, vùng Trung Nepal, Nepal. Huyện này có diện tích 1002 km², dân số thời điểm năm 2011 là 627580  người.

## Dân số
Biến động dân số giai đoạn 1952-2011:
| Năm    | 1952   | 1961   | 1971   | 1981   | 1991   | 2001   | 2011   |
| ------ | ------ | ------ | ------ | ------ | ------ | ------ | ------ |
| Dân số | 418436 | 488218 | 324831 | 361054 | 440146 | 553481 | 627580 |